# Johnstonia clymenoides
Johnstonia clymenoides är en ringmaskart som beskrevs av Jean Louis Armand de Quatrefages de Bréau 1866. Johnstonia clymenoides ingår i släktet Johnstonia och familjen Maldanidae. Arten har ej påträffats i Sverige. Inga underarter finns listade i Catalogue of Life.